# ドミトリー・レオーノフ
ドミトリー・セルゲーヴィッチ・レオーノフ（ロシア語: Дмитрий Сергеевич Леонов、1899年 - 1981年）は、ソビエト連邦の軍人（政治将校）。中将。

## 経歴
1918年、全連邦共産党（ボリシェヴィキ）に入党。1922年に赤軍に入隊し、党・政治業務に従事した。1933年から師団政治科長、狙撃軍団政治委員。1937年～1941年、ザバイカル軍管区とウラル軍管区の軍事会議議員。同期間、赤軍大粛清に関与した。1941年、V.I.レーニン名称軍事政治アカデミー附属高等政治要員課程を修了。
独ソ戦時、第22軍、カリーニン戦線（1941年10月～）、第1沿バルト戦線（1943年10月～）の軍事会議議員を務める。1944年11月、政治担当参謀次長。1945年5月～9月、極東戦線（後に第2極東戦線）の軍事会議議員。
戦後、軍の政治機関に勤務し、レニングラード軍管区の軍事会議議員、政治担当副司令官を務めた。1952年7月8日、ソ連内務省（MVD）に移り、参事兼第3局長（ソビエト軍及び海軍内の防諜）に任命された。1959年、軍に復帰。